# Comuna Verbîlivți, Rohatîn
Verbîlivți (în ucraineană Вербилівці) este o comună în raionul Rohatîn, regiunea Ivano-Frankivsk, Ucraina, formată din satele Verbîlivți (reședința) și Zalujjea.

## Demografie
Componența lingvistică a comunei Verbîlivți
     Ucraineană (99,77%)
     Alte limbi (0,11%)
Conform recensământului din 2001, majoritatea populației comunei Verbîlivți era vorbitoare de ucraineană (99,77%), existând în minoritate și vorbitori de alte limbi.